# Sagartia rhododactylos
Sagartia rhododactylos is een zeeanemonensoort uit de familie Sagartiidae. De anemoon komt uit het geslacht Sagartia. Sagartia rhododactylos werd in 1840 voor het eerst wetenschappelijk beschreven door Grube. 